# Generation Kill
Generation Kill  es un libro escrito en inglés en 2004 por el reportero Evan Wright de la revista Rolling Stone donde narra una crónica de su experiencia como periodista residente en el 1.er Batallón de Reconocimiento del Cuerpo de Marines de los Estados Unidos durante la invasión de Irak de 2003. Su relato de la vida con los infantes de marina se publicó originalmente como una serie de tres partes en la revista Rolling Stone en otoño de 2003. «The Killer Elite» (en español, «La élite asesina») fue el primero de estos artículos y ganó un premio National Magazine Award a la Excelencia en Información en 2004.

## Asignación
Wright pasó dos meses con el batallón, después de convencer al comandante de que podía hacer frente a esta asignación. Los marines del 1.er Batallón de Reconocimiento fueron inicialmente hostiles y suspicaces, pero pronto se mostraron amigables y lo trataron como a uno de los suyos. Se ganó su respeto por su negativa a irse cuando entraban en combate. A menudo viajaba en el vehículo principal, una Humvee blindada ligera, Wright estaba en peligro real la mayor parte del tiempo, y durante unos momentos llevó un arma, aunque lo hizo a regañadientes.
Wright tuvo encuentros con miembros del batallón de todas las categorías, pero los «actores principales» se pueden reducir a solo seis miembros de la Compañía Bravo: El sargento Brad Colbert, el cabo Harold James Trombley, el sargento Rudy «Fruity» Reyes, el teniente primero Nathaniel Fick, el sargento Antonio Espera y el cabo Josh Ray Person.

## Consecuencias para los marines
El sargento Antonio J. Espera afirmó que se vio obligado a abandonar el batallón y el sargento Eric Kocher aseguró que fue sancionado por las declaraciones que se le atribuyen en los reportajes de Wright. Kocher trabajó como asesor en la adaptación del libro de Wright en una miniserie y declaró que Wright ganó credibilidad porque se quedó con los marines durante «todos los tiroteos».
A pesar de las dudas iniciales, los comandantes del cuerpo de marines animaron después a los oficiales de primera de Reconocimiento a leer el libro y los artículos para obtener una visión real de la guerra.

## Declaraciones sobre el combate
Wright declaró que sentía más miedo antes del combate que cuando estaba en él, pero que cuando comenzaron a dispararlo se centró en la supervivencia. También reveló que antes de convertirse en corresponsal de guerra había dejado de beber y, como resultado, encontró que había algo «casi bueno» en la guerra, ya que se repetía el «caos emocional de ser un bebedor empedernido».
Wright también declaró que estaba «obsesionado» por las muertes de civiles que presenció durante la invasión de Irak, ya que la «verdadera regla de la guerra es que las personas que más sufren son los civiles». También afirmó que las tropas que luchan en las guerras son más sensibles a las consecuencias morales de sus acciones que el público estadounidense, al que acusa de permanecer «ajeno a las personas que luchan en sus guerras por ellos».

## Disputas posteriores a su publicación
El mayor Shoup publicó un comentario sobre el libro en el que contrasta los hechos que presenció con las descripciones que hace Wright. Shoup también declaró que Wright basó su versión de los hechos en sus opiniones dentro del grupo de marines de las clases de Tropa sin incluir la perspectiva de los otros.
Wright respondió a esta entrada del blog citando su propia extensa entrevista con Shoup, que contradice directamente la versión posterior de Shoup sobre los acontecimientos. Wright también citó las entrevistas que realizó con otros marines de la unidad que difieren de la narración de Shoup. Señaló que el jefe directo de Shoup, el mayor Eckloff, afirmaba que mató al menos a 17 insurgentes con una escopeta disparando con una sola mano desde su camión, pero él redujo este número a 1 o 2 después de que otras fuentes contradijeran a Eckloff. Wright afirmó que en su libro tuvo que tener en cuenta las entrevistas a una muchos tipos distintos de marines del batallón, incluidos oficiales, y no habría podido avanzar desde la perspectiva de una sola persona.

## Obras relacionadas
«Hella Nation» (en español, «Extremadamente nación») es una recopilación de otros escritos de Wright, que incluye sus reportajes sobre soldados estadounidenses de la 101 División Aerotransportada en Afganistán y una controvertida historia sobre una película documental rodada en Irak por un productor de Hollywood drogadicto.
«American Desperado» (en español, «Bandolero americano») es un libro de no ficción sobre las guerras de la droga. Wright lo escribió con Jon Roberts. que apareció en el documental Cocaine Cowboys.
Las memorias del lugarteniente Nathaniel Fick, «One Bullet Away: The Making of a Marine Officer» describen algunas de estas batallas en Irak, que también aparecen en Generation Kill, pero desde su propia perspectiva.

## Premios
- PEN USA Award[13]
- J. Anthony Lukas Book Prize[13]
- Los Angeles Times Book Prize[13]
- Premio General Wallace Greene de la Marine Corps Heritage Foundation[13]

## Serie de televisión
El canal de televisión por cable HBO produjo una miniserie basada en el libro. Se filmó en Sudáfrica, Namibia y Mozambique. La serie comenzó a emitirse en julio de 2008, con una duración de siete episodios de 68 minutos. Comenzaba con los marines cruzando la berma en Irak durante la primera etapa de la Operación Libertad Iraquí. Fue producida por David Simon, Ed Burns, Nina K. Noble, George Faber y Charles Pattinson. Fue protagonizada por Alexander Skarsgård, James Ransone, Stark Sands, Jon Huertas y Lee Tergesen. Rudy Reyes se interpretó a sí mismo en la adaptación de la miniserie, en la que condujo el tercer Humvee